# Kengänkari
Kengänkari är en ö i Finland. Den ligger i Bottenviken och i kommunen Karlö i den ekonomiska regionen  Uleåborgs ekonomiska region i landskapet Norra Österbotten, i den norra delen av landet. Ön ligger omkring 28 kilometer väster om Uleåborg och omkring 540 kilometer norr om Helsingfors.
Öns area är 2,7 hektar och dess största längd är 270 meter i sydöst-nordvästlig riktning.